# Mușchi ridicător al buzei superioare și aripii nasului
Mușchiul ridicător al buzei superioare și aripii nasului (latină: musculus levator labii superioris alaeque nasi) sau mușchiul ridicător nazolabial este un mușchi pereche, mic și de formă triunghiulară așezat pe marginea aripii nasului. Are originea pe fața laterală a procesului frontal al maxilei și pe oasele nazale. Fibrele urmăresc șanțul nazogeniolabial și se termină pe pielea aripii nasului și pe pielea buzei superioare. Mușchiul este acoperit de piele și fasciculele de origine ale mușchiul orbicular al ochiului. Acoperă porțiunea transversă a mușchiului nazal, mușchiul orbicular al gurii și mușchiul ridicător al buzei superioare.
Fibrele laterale ridică buza superioară, iar cele mediale dilată nările.
Este inervat de ramurile zigomatice ale nervului facial. Primește sânge arterial de la artera facială și ramura infraorbitală a arterei maxilare.